# 中国2010年上海世界博览会世博轴
中国2010年上海世界博览会世博轴，简称世博轴（英語：Expo Axis），是中国2010年上海世界博览会园区主入口和主轴线，地下地上各两层，为半敞开式建筑，左右分别连接中国馆、浦东主题馆群、世博中心和世博演艺中心。世博轴为大型商业、交通综合体，是世博园区最大的单体项目，也是世博园区空间景观和人流交通的主轴线。目前由上海世博发展（集团）有限公司与百联集团有限公司联合成立的上海世博百联商业有限公司负责经营与管理改造。
世博轴也是上海世博会“一轴四馆”五大永久建筑之一。

## 公共交通
轨道交通：

轨道交通8号线中华艺术宫站位于世博源-3区
轨道交通7号线耀华路站位于世博源-5区
沿博成路向西步行约850m可达13号线世博大道站
公交车站：

上南路博成路(1030路; 周南线)，世博大道上南路(177路)，世博大道世博馆路(1030路; 周南线)

## 科技利用
世博轴使用江水源热泵和地源热泵技术提供空调，在靠近黄浦江的一端安装了江水源热泵，每小时有1200吨黄浦江水作为空调冷却水经过热泵机组，换热后再排回江中。这使得世博轴成为一条冬暖夏凉的“环保走廊”。

## 目前利用情况
上海世博会结束后，世博轴进行了3年的改造。2014年5月，世博轴改造为中国首个超广域购物中心“世博源”，由上海世博百联商业有限公司负责经营与管理改造。世博源共分成二街五区。世博源开幕后，其五一节的人气堪比当时的世博会，客流突破50万人，吃饭、坐观光小火车都要排队。

## 图集

### 世博轴时期

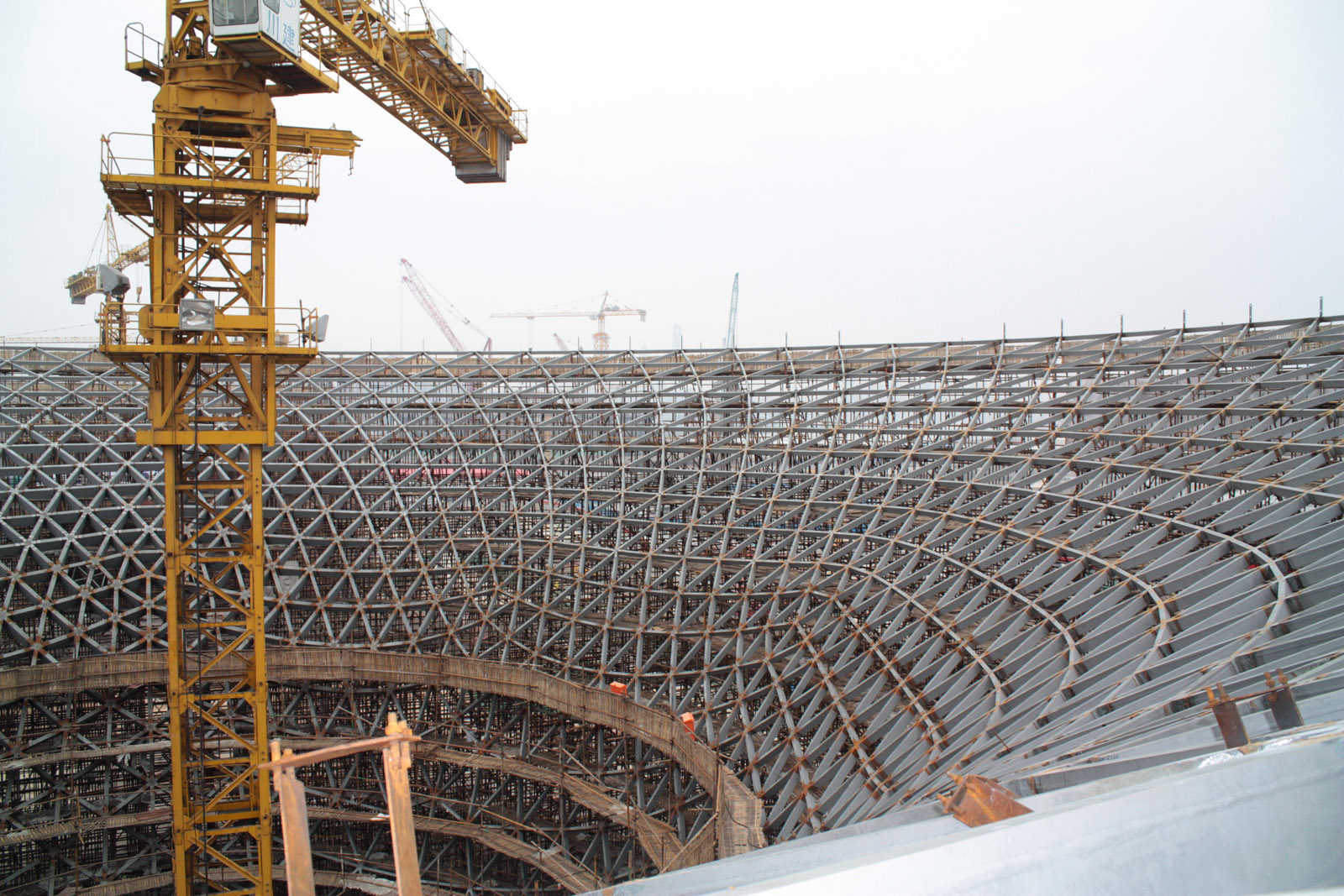
施工中的世博轴
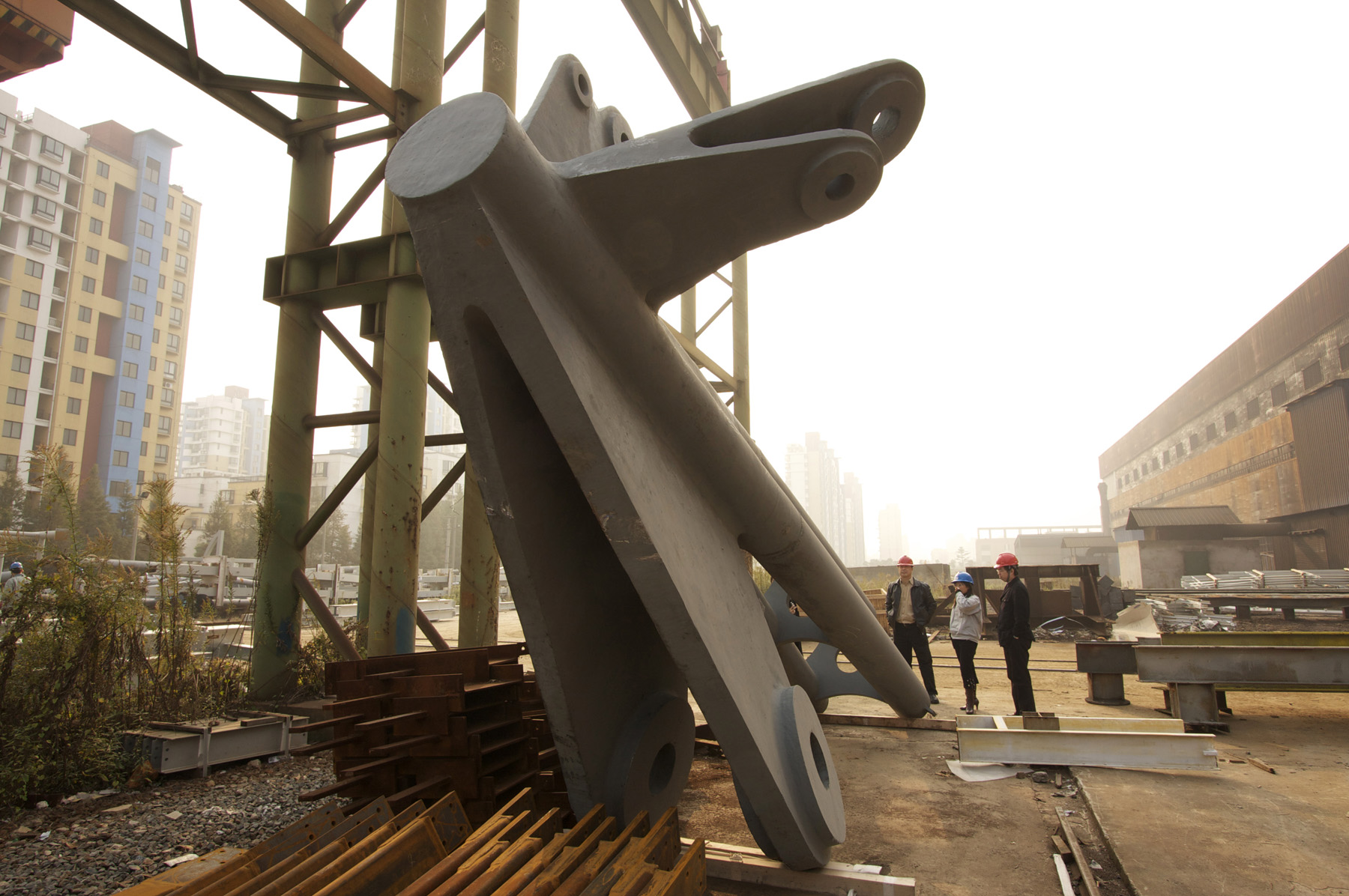
施工中的世博轴
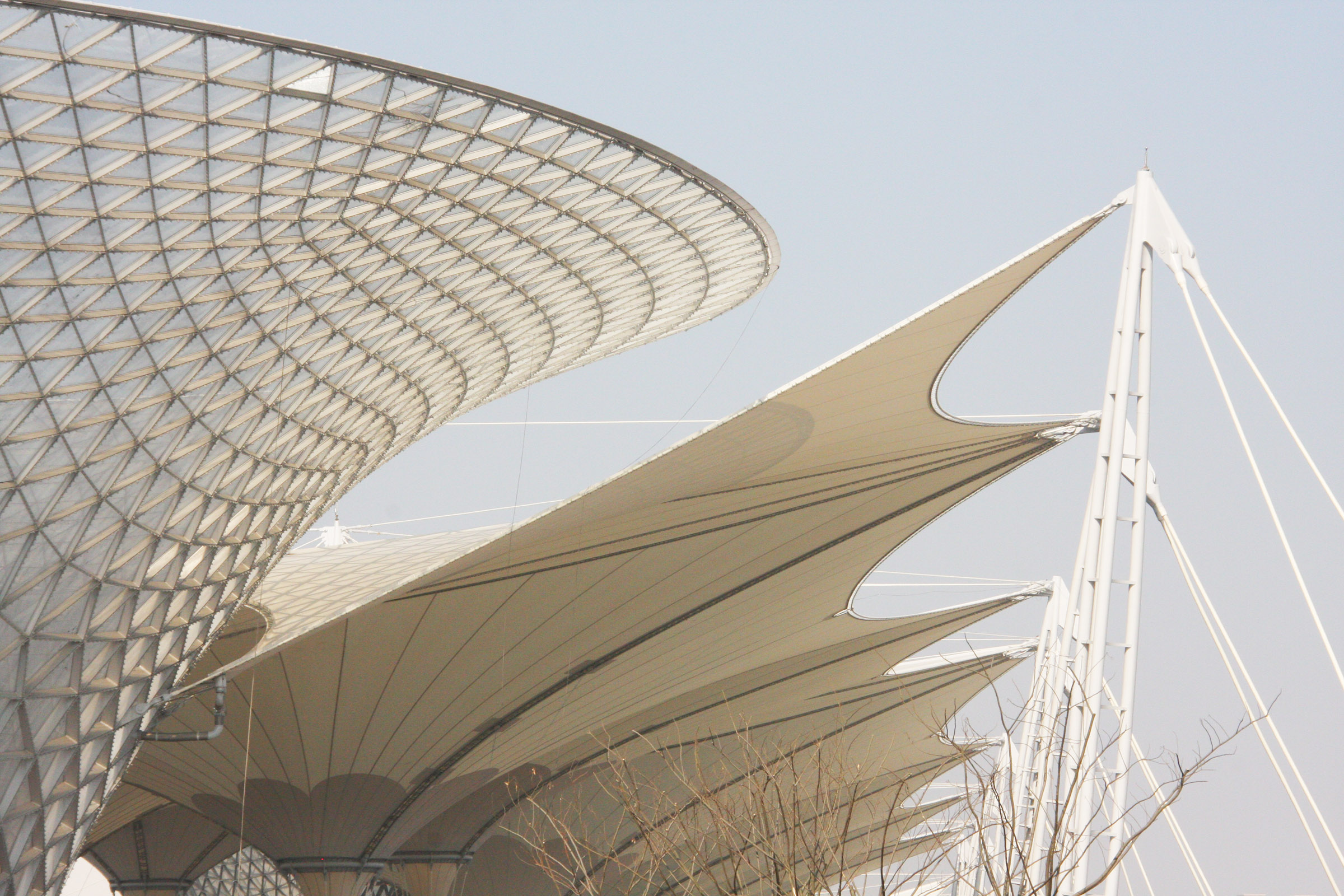
世博轴正式完工
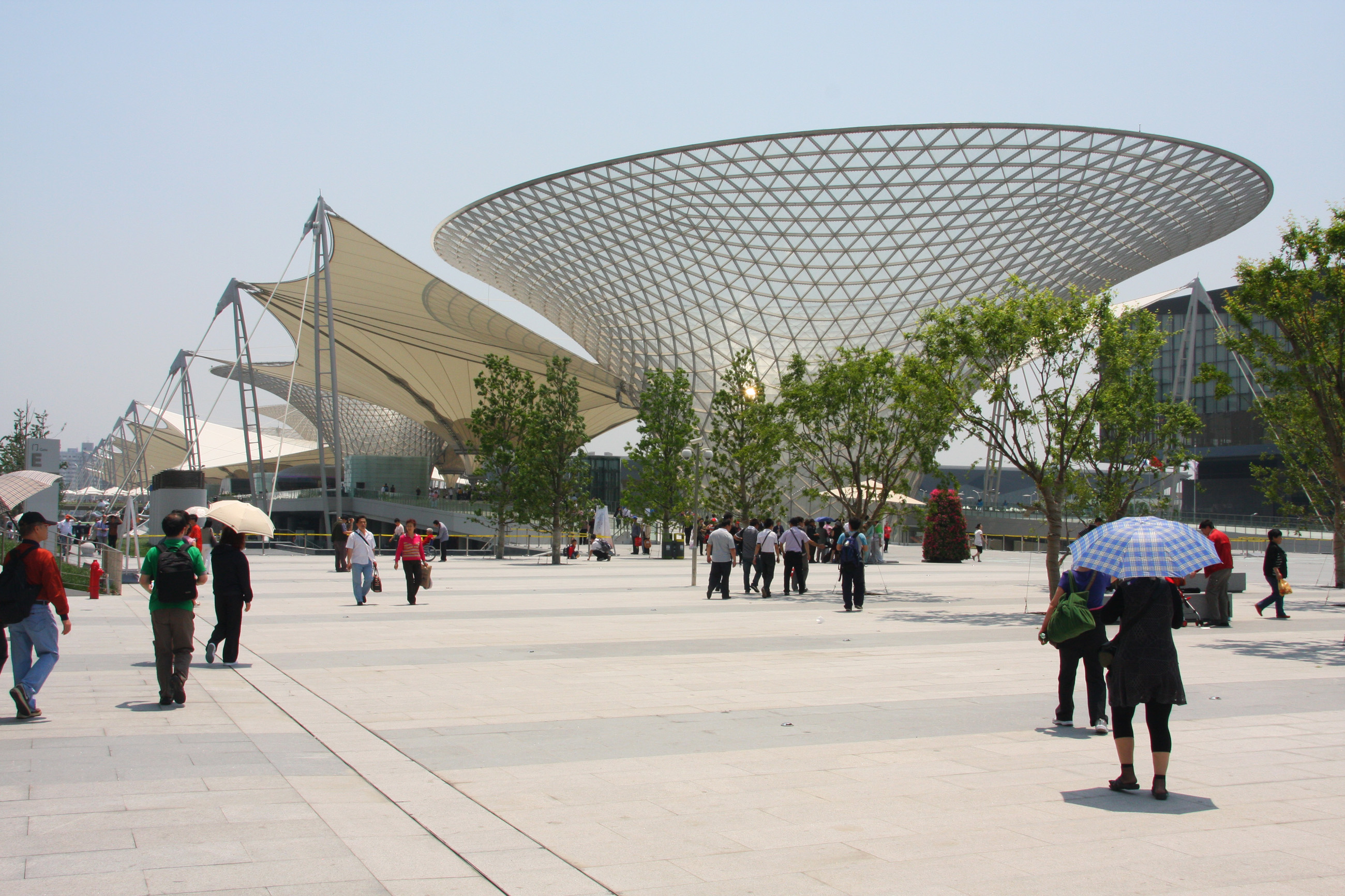
世博轴（2010年5月）
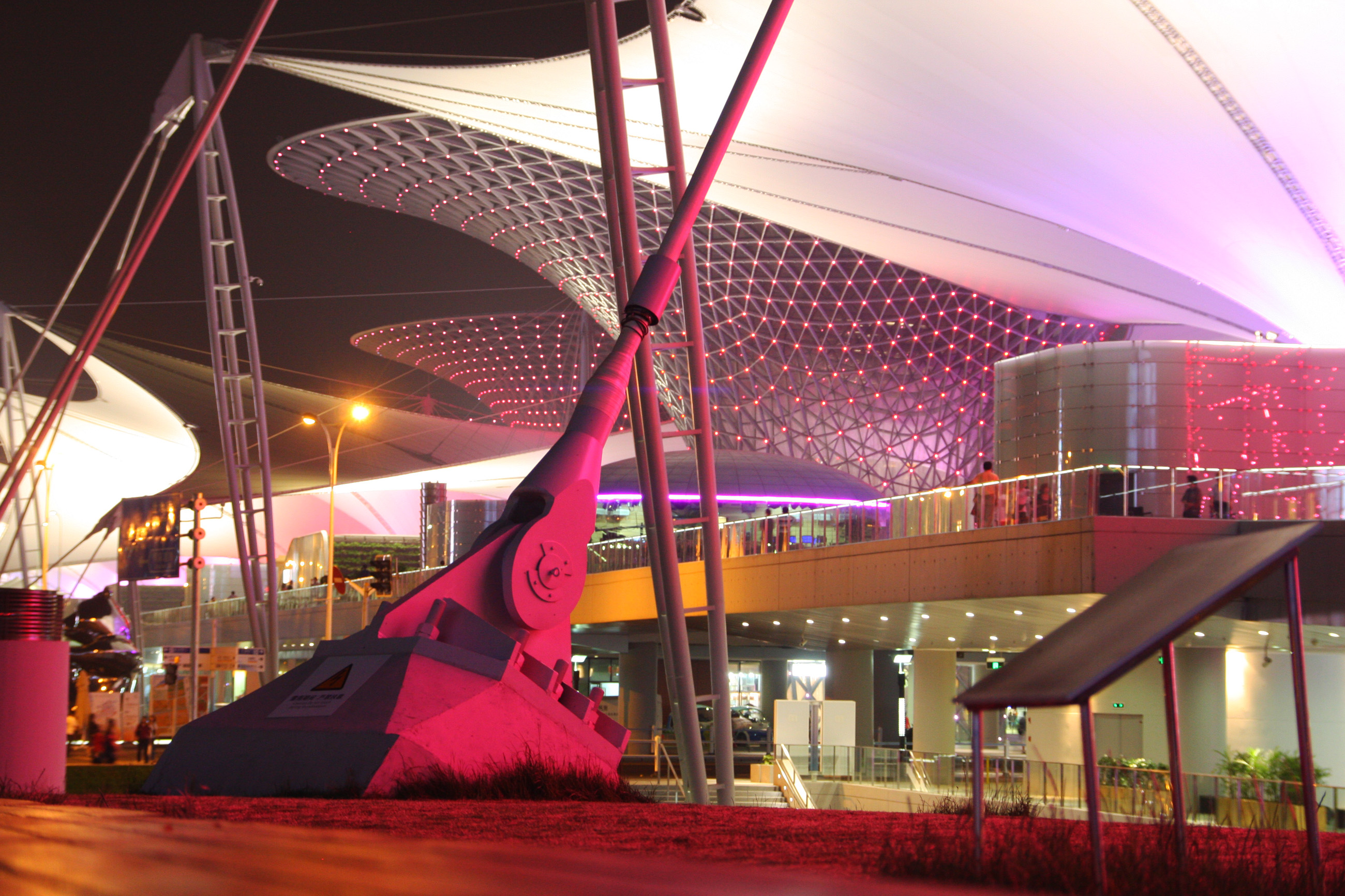
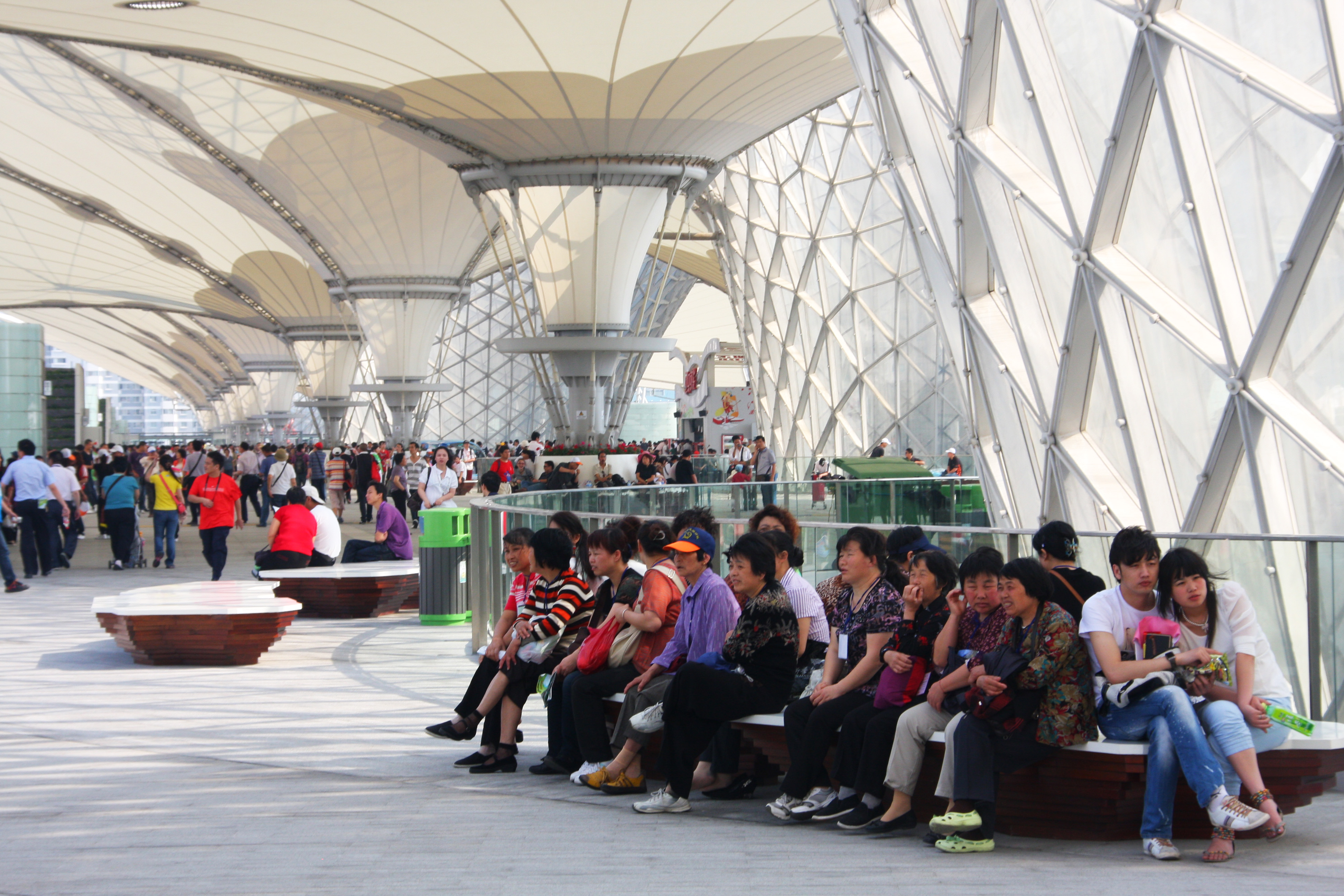
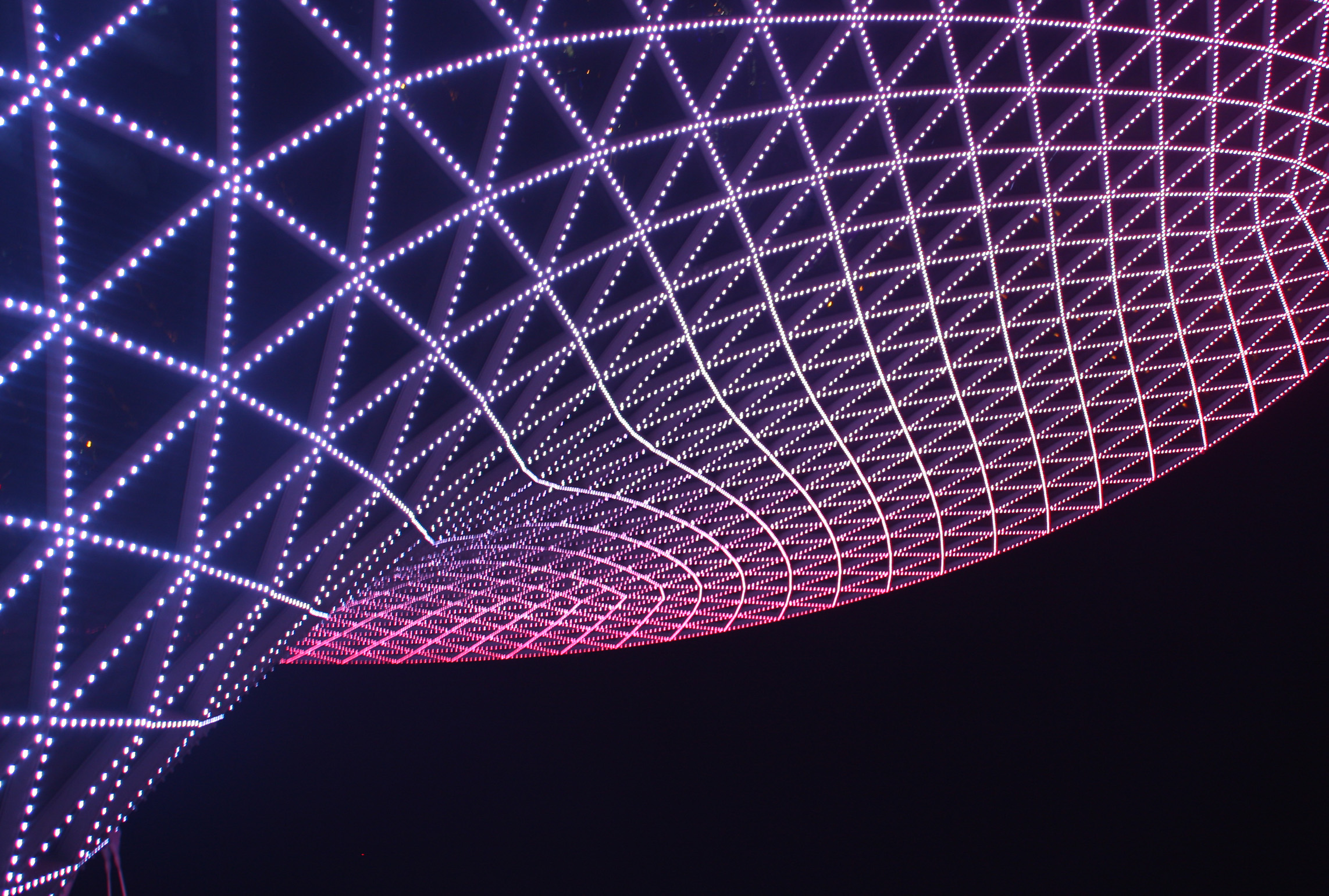
阳光谷
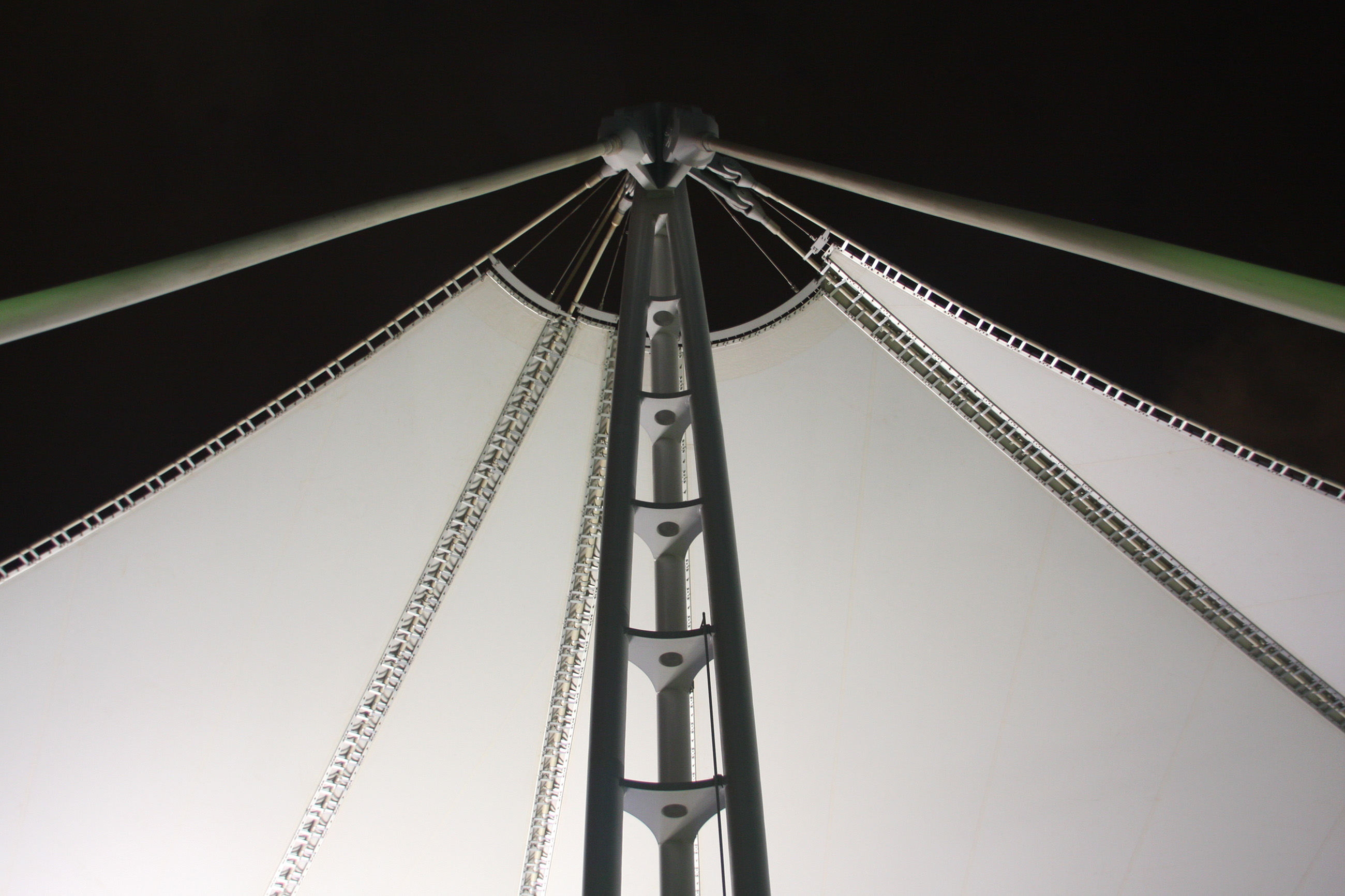
大型张拉膜结构顶盖

### 世博源时期

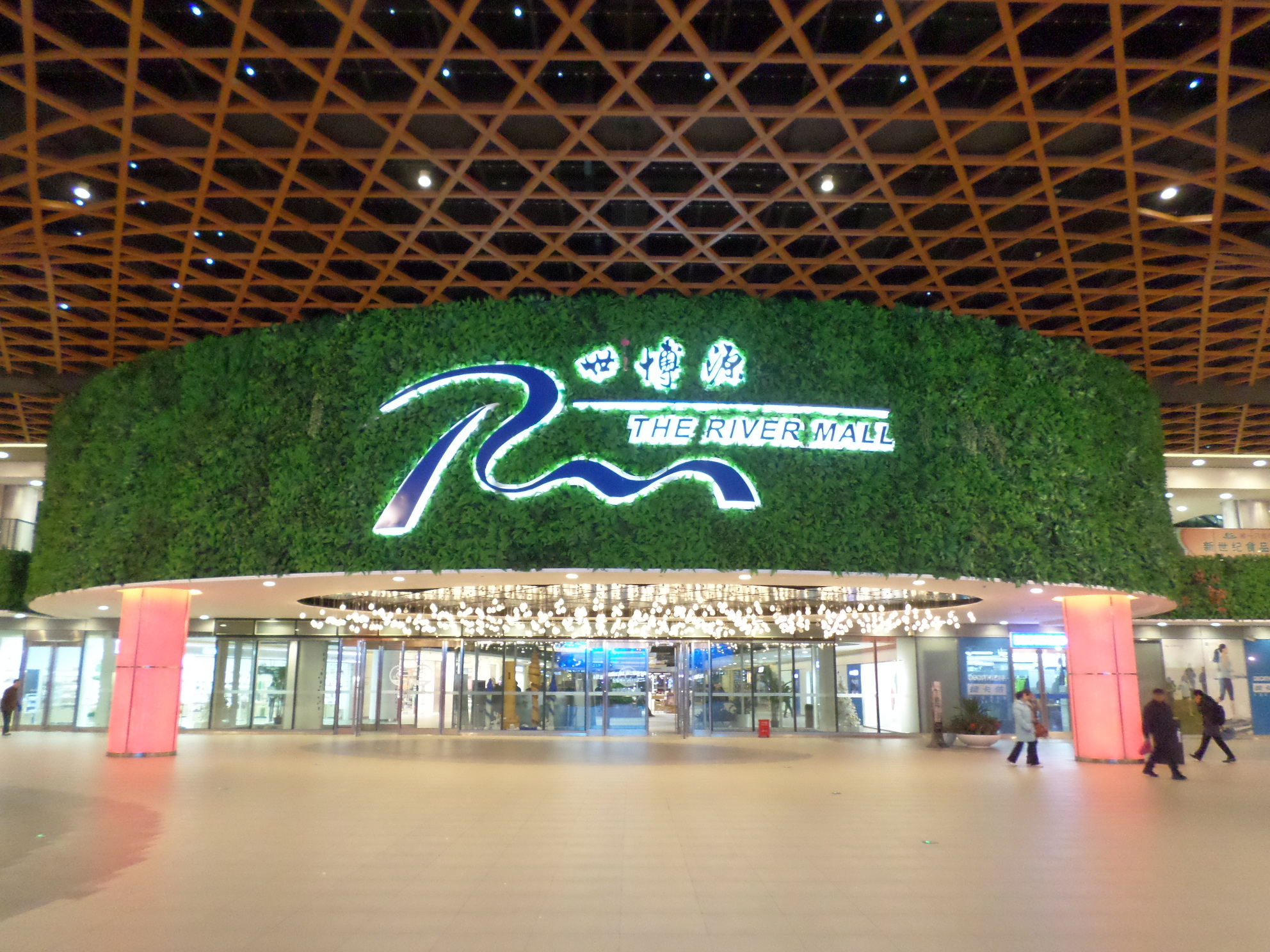
世博源大门
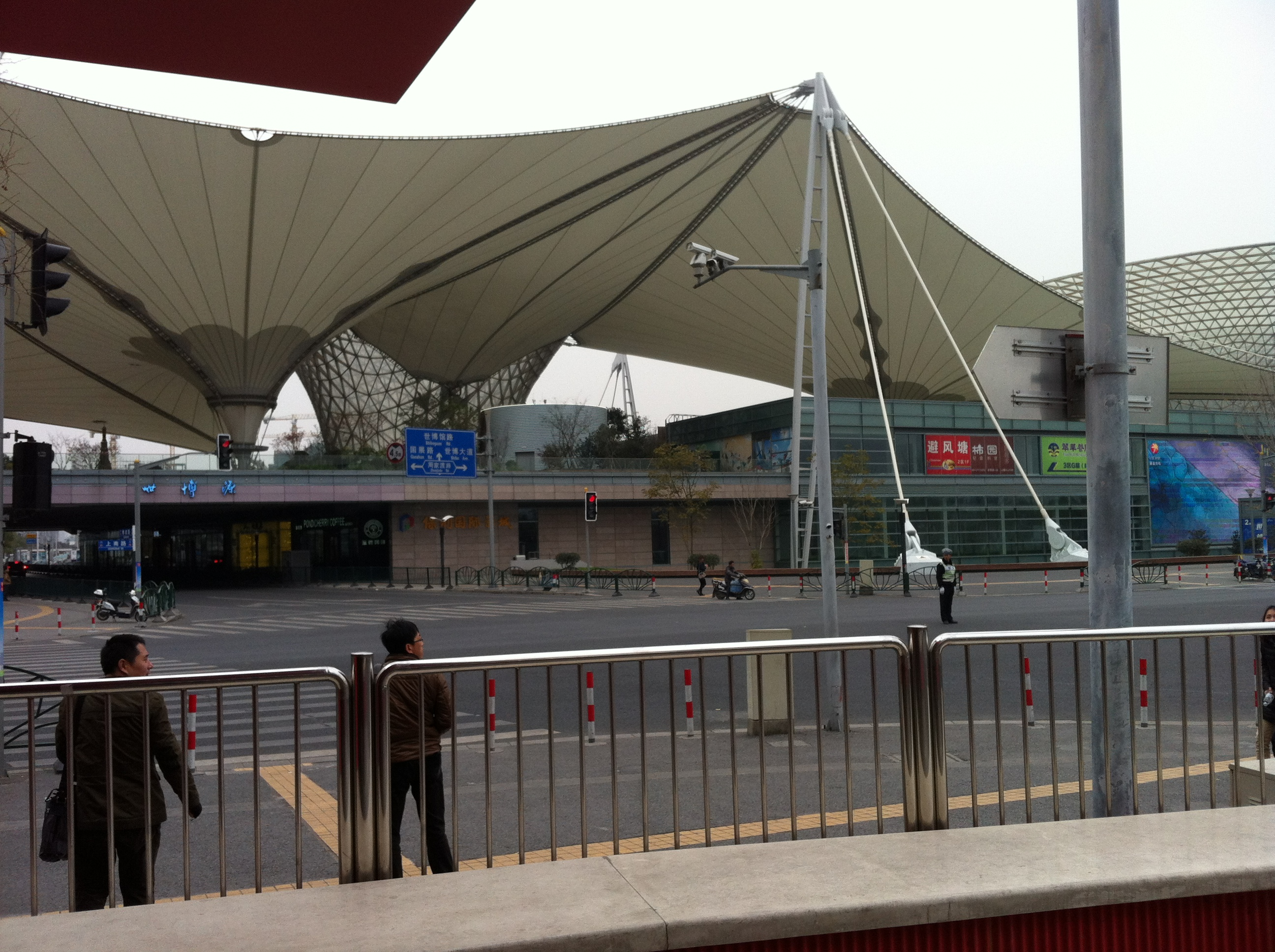
世博源景象
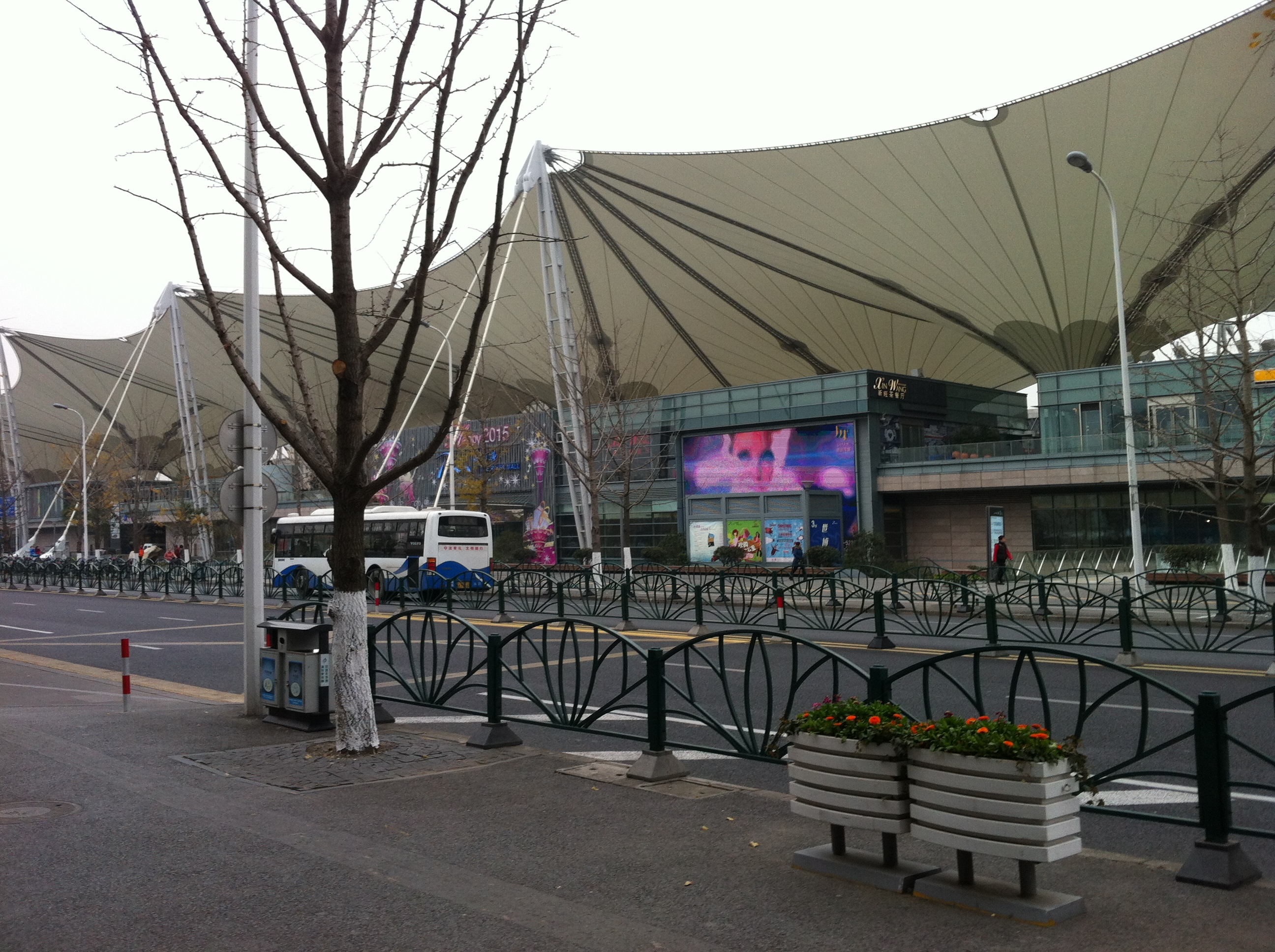
世博源景象
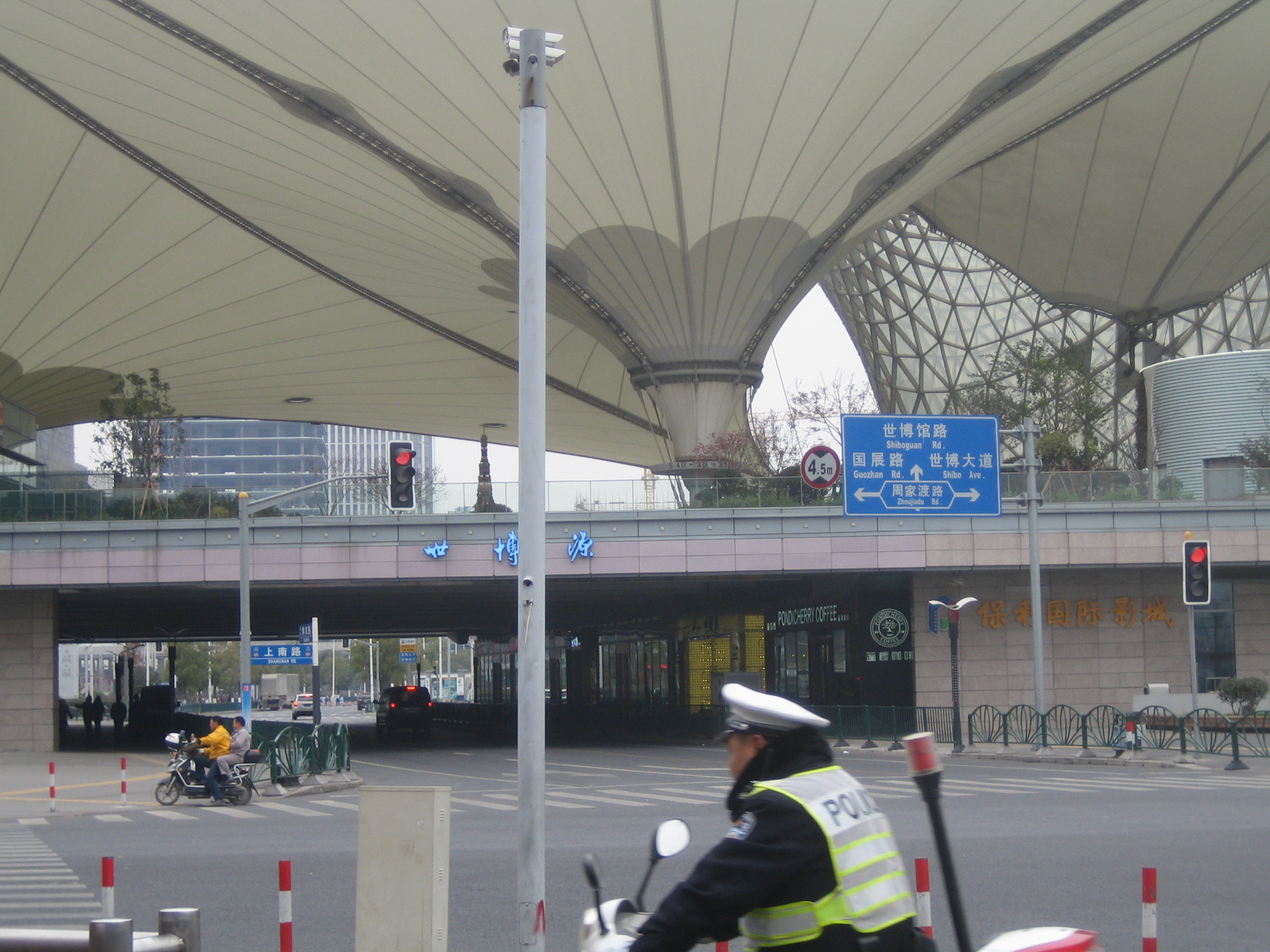
世博源景象
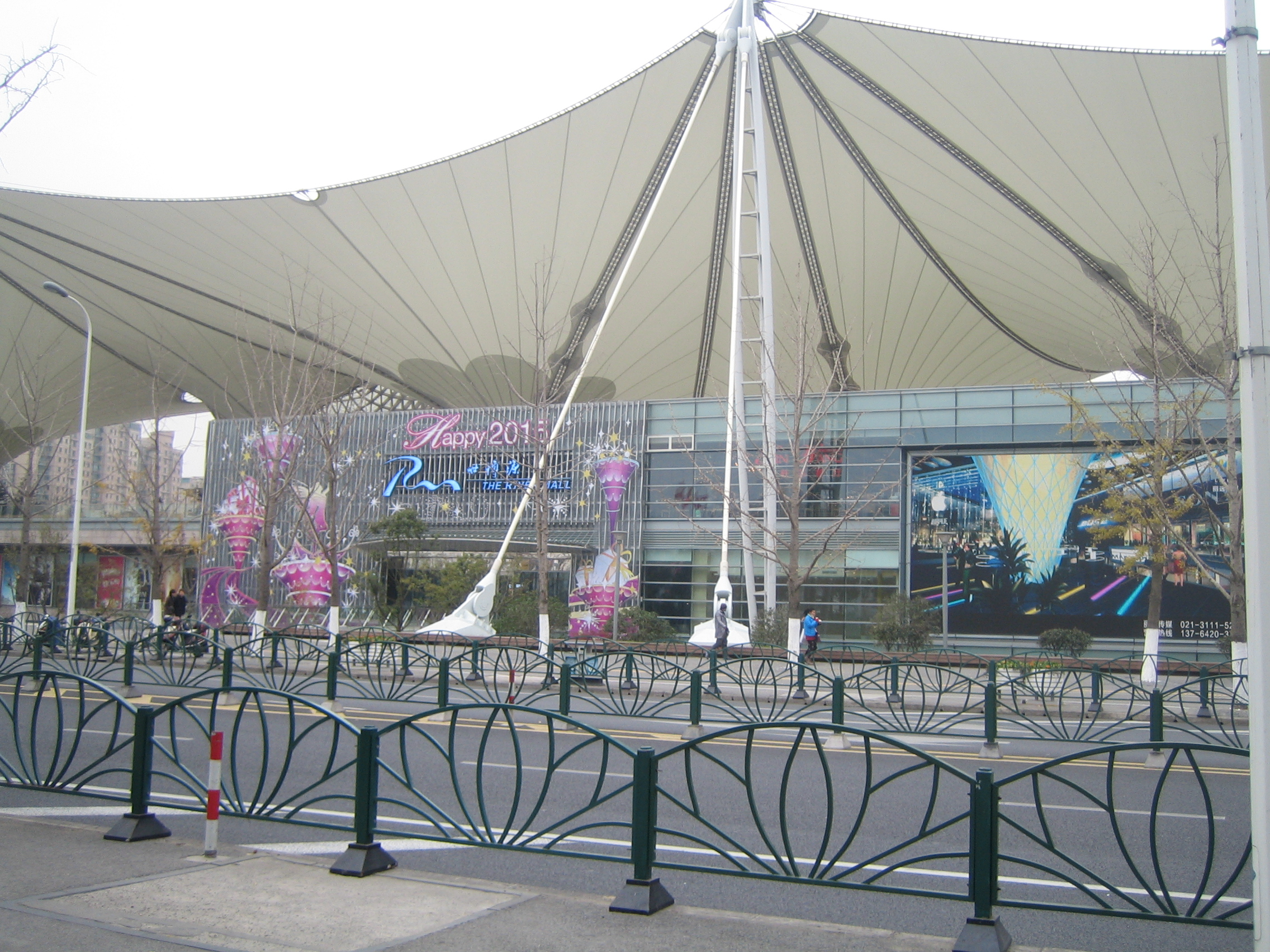
世博源景象